# Głowacz
Der Głowacz (deutsch Kleistberg) ist mit 179,7 m n.p.m. die höchste Erhebung in der Nörenberger Seenplatte.

## Lage
Er liegt in der Woiwodschaft Westpommern, im  Powiat Stargardzki, in der Gemeinde Ińsko (Nörenberg) etwa 70 Kilometer östlich von Stettin. Ungefähr 800 Meter nordöstlich vom Gipfel des Głowacz befindet sich der abflusslose Trogsee Dłusko (Dolgensee).

## Schutzgebiet
Das Gebiet liegt im Landschaftsschutzgebiet Głowacz.

## Höhe und Entstehung
Der Głowacz ist 179,7 Meter hoch. Er ist eine der Erhebungen der Endmoräne der Pommern-Phase der letzten Vereisung in der Weichsel-Kaltzeit. Er ist der Dominanzbezugsberg der 125 Kilometer westlich gelegenen Helpter Berge.

## Trigonometrischer Punkt
Der Głowacz als weithin höchster Punkt wurde bei der Landesvermessung als Trigonometrischer Punkt festgelegt. Schon bei der Ostsee-Küstenvermessung 1837–1840 und später bei den preußischen Landesaufnahmen diente er als Dreieckspunkt I. Ordnung.

## Name
Im Jahr 1955 wurde der polnische Name Kleszczna per Dekret offiziell eingeführt und ersetzte den bisherigen deutschen Namen Kleistberg. Der heute gebräuchliche Name Głowacz hat eigentlich nur die Bedeutung „Koppe“.